# Żelechlinek
Żelechlinek è un comune rurale polacco del distretto di Tomaszów Mazowiecki, nel voivodato di Łódź.
Ricopre una superficie di 92,01 km² e nel 2004 contava 3 509 abitanti.